# Alianza Petrolera
Corporación Deportiva Alianza Petrolera, kortweg aangeduid als Alianza Petrolera, was een Colombiaanse voetbalclub uit Barrancabermeja. De club werd opgericht op 24 oktober 1991 en komt uit in de Categoría Primera A, de hoogste voetbaldivisie in het Zuid-Amerikaanse land.
Alianza Petrolera, bijgenaamd Los Petroleros, won eenmaal de titel in de Categoría Primera B (2012), waardoor de club promoveerde naar de hoogste afdeling, de Categoría Primera A.
Na de achtste plaats op de ranglijst van het seizoen 2023 kwalificeerde Alianza Petrolera zich voor de Copa Sudamericana van 2024. Op 16 januari 2024 kondigde de club echter hun vertrek uit Barrancabermeja aan vanwege een gebrek aan financiële steun van de lokale autoriteiten en accepteerden ze een voorstel van de stad Valledupar om daarheen te verhuizen. Met de verhuizing naar Valledupar, werd de club ook omgedoopt tot Alianza FC, waarbij de kleuren en het woord Petrolera uit de naam werden geschrapt en de nieuwe kleuren werden aangenomen die representatief zijn voor hun nieuwe woonplaats. Bijgevolg erfde de opvolger van de club, Alianza FC, de Copa Sudamericana-plaats die Alianza Petrolera had verdiend.

## Erelijst
- Categoría Primera B (1)

2012
Alianza Petrolera ·
América de Cali ·
Atlético Bucaramanga ·
Atlético Nacional · 
Atlético Huila ·
Boyacá Chicó ·
Deportes Tolima ·
Deportivo Cali ·
Deportivo Pasto ·
Deportivo Pereira ·
Envigado ·
Independiente Medellín · 
Jaguares de Córdoba · 
Junior ·
La Equidad ·
Millonarios ·
Once Caldas ·
Rionegro Águilas ·
Santa Fe · 
Unión Magdalena ·